# Ульяновский (Неклиновский район)
Ульяновский — хутор в Неклиновском районе Ростовской области.
Входит в состав Фёдоровского сельского поселения.

## География
На хуторе имеется одна улица — Ульяновская.

## Население
| 2010 |
| ---- |
| 16   |

В 2011 году на хуторе было учтено 23 жителя.